# Юто, Люсьен
Люсье́н Юто́ (фр. Lucien Huteau; 1878 — 1975) — французский футболист, серебряный призёр летних Олимпийских игр 1900.
На Играх 1900 в Париже Юто входил в состав французской команды. Его сборная, проиграв Великобритании, но выиграв у Бельгии, заняла второе место и получила серебряные медали.